# Алисън Уиър
Алисън Уиър (на английски: Alison Weir) е британска историчка и писателка на произведения в жанровете „исторически роман“ и „историческа документалистика“, предимно под формата на биографии за британските кралски особи.
Тя пише основно за историята на английските кралици и семейства под формата на биографии, които изследват тяхната историческа обстановка. Авторка е и на много исторически художествени произведения. Първата ѝ творба – „Британските кралски семейства“ (Britain's Royal Families), публикувана през 1989 г., е генеалогичен преглед на британското кралско семейство. Впоследствие пише биографиите на Елеонор Аквитанска, Изабела Френска, Катрин Суинфорд, Елизабет Йоркска и Принцовете в кулата. Другите ѝ основни творби включват крал Хенри VIII и неговото семейство, и средновековните кралици на Англия. Уиър публикува исторически прегледи на Войната на розите и на кралските сватби, както и исторически художествени романи за английските кралици, включително и за всяка от съпругите на Хенри VIII.

## Биография и творчество
Алисън Матюз Уиър е родена на 8 юни 1951 г. в Лондон, Англия и е отгледана в Уестминстър. Запалва се по историята на 14-годишна възраст, след като прочита книгата на Лозания Проул (Урсула Блум) „Златната кралица на Хенри“ (Henry's Golden Queen) за Катерина Арагонска.
Учи английска литература, изкуство и история в Лондонското девическо училище (City of London School for Girls) и завършва педагогика с профил „История“ в Северозападната политехника (North Western Polytechnic), като става учителка по история. Тя избира да изостави преподавателската си кариера, след като се разочарова от „модерните методи на преподаване“, така че работи като държавна служителка, а по-късно е домакиня и майка.
През 1972 г. се омъжва за Ранкин Уиър, от когото има две деца – Джон и Кейт.
В периода 1991 – 1997 г. ръководи собствено училище за деца с образователни затруднения.
Уиър живее със съпруга си и двамата им сина в Съри.  Тя нарича „Мисис Елън“, измислената героиня от своя роман за Джейн Грей, най-много доближаваща се до собствената ѝ личност: „Докато пишех книгата, майчината ми страна бе проектирана в тази героиня“.
Заради прецизните си проучвания тя е призната като особено ценен и авторитетен автор по всички въпроси, свързани с генеалогията на английските династии. Избрана за член на Британското кралско дружество по изкуствата и почетен член на Обществото на покровителите на историческите кралски дворци.

## Кариера

### Документална литература
През 1970-те години Уиър прекарва четири години в проучване и писане на биографията на шестте съпруги на Хенри VIII. Издателите смятат, че работата ѝ е твърде дълга и затова тя е отхвърлена. Преработена версия е публикувана през 1991 г. като нейна втора книга: „Шестте съпруги на Хенри VIII“. През 1981 г. тя пише книга за Джейн Сиймур, която отново е отхвърлена от издателите, този път понеже е твърде кратка. През 1989 г. Уиър най-накрая издава книга с „Британските кралски семейства“ – компилация от генеалогична информация за британското кралско семейство. Тя преработва работата осем пъти за период от 22 години и решава, че може да бъде „от интерес за другите“. След като я организира в хронологичен ред, изд. „Бодли Хед“ се съгласява да я публикува.
Докато ръководи училището за деца с образователни затруднения, тя публикува нехудожествените произведения „Принцовете в кулата“ (1992), „Ланкастър и Йорк: войната на розите“ (1995) и „Децата на Англия: наследниците на крал Хенри VIII“ (1996).
Уиър започва да пише на пълен работен през 1997 г., като издава „Кралица Елизабет“ (1998) (публикувана в Америка като „Животът на Елизабет I“), „Елеонор Аквитанска: с Божия гняв кралица на Англия“ (1999), „Хенри VIII: кралят и неговият двор“ (2001), „Мария, кралицата на Шотландия и убийството на лорд Дарнли“ (2003) и „Изабела: вълчица на Франция, кралица на Англия“ (2005). Следват „Катрин Суинфорд: историята на Джон от Гонт и неговата скандална херцогиня“ (2007), „Дамата в кулата: падението на Ан Болейн“ (2009) и „Предателите на кулата“ (2010). През 2011 г. завършва „Пръстенът и короната: история на кралските сватби“ и „Мери Болейн: кралската любовница“ – първата пълна нехудожествена биография на Мери Болейн, сестрата на Ан Болейн. През 2013 г. публикува „Елизабет от Йорк: кралица на Тюдорите и нейният свят“ – биография на Елизабет Йоркска, майката на Хенри VIII. Уиър пише две книги за средновековните кралици на Англия: „Кралици на завоеванието“ (2017) и „Кралици на кръстоносните походи“ (2020).
Много от творбите на Уиър се занимават с периода на Тюдорите, който тя смята за „най-драматичния период в нашата история, с ярки, силни личности... Периодът на Тюдорите е първият, за който имаме богата визуална документация с нарастването на портретите и подробни източници за личния живот на крале и кралици. Това бе епоха, която беше свидетел на растеж на дипломацията и разпространение на печатното слово.“

### Художествена литература
Уиър пише исторически романи, докато е тийнейджърка, и нейният роман в жанра на историческата художествена литература – „Невинна предателка“, базиран на живота на лейди Джейн Грей, излиза през 2006 г. Когато изследва живота на Елеонор Аквитанска, Уиър осъзнава, че би било „много освобождаващо да напиша роман, в който мога да напиша каквото искам, като се придържам към фактите“. Тя решава да насочи вниманието си към Джейн Грей, защото тя „е нямала много дълъг живот и е нямало много материал“. Авторката намира прехода към художествена литература за лесен, обяснявайки: „Всяка книга е крива на учене и трябва да поддържаш отворен ум. Понякога ме молят да съкратя историческите факти в моите романи и е имало разногласия относно това дали те пречат на разказа, но аз държа на историята винаги, когато мога.“
Вторият ѝ роман е „Лейди Елизабет“ и той излиза през 2008 г. в Обединеното кралство и САЩ, и се занимава с живота на кралица Елизабет I преди възкачването ѝ на трона. Следващият ѝ роман „Кралицата пленница“ излиза през 2010 г.; той разглежда Елеонора Аквитанска, за която писателката пише документална биография през 1999 г. На Световния ден на книгата през 2010 г. излиза новелата на Уиър „Предателите от кулата“. През 2014 г. е ред на „Брачна игра“ – исторически роман за Елизабет I и Робърт Дъдли. През май 2016 г. излиза романът ѝ „Катерина Арагонска, истинската кралица“ – първата от поредица от шест книги на тема „Шестте кралици на Тюдорите“, всяка от които касае една от шестте съпруги на крал Хенри VIII. Последният роман от поредицата – „Катрин Пар, шестата съпруга“ излиза през 2021 г. 

## Стил на писане
Творбите на Уиър са описвани като част от жанра на популярната история.  Той понякога привлича критиките на академичните среди: според един източник популярната история „се стреми да информира и забавлява широка публика... Драматичното разказване на истории често надделява над анализа, стилът над съществото, простотата над сложността и великото обобщение над внимателната квалификация." Уиър твърди, че „историята не е единствено област на академичните среди, въпреки че изпитвам най-голямо уважение към онези историци, които предприемат нови изследвания и допринасят с нещо ново към нашето знание. Историята принадлежи на всички нас и може да бъде достъпна за всички нас. И ако написването ѝ по начин, който е достъпен и забавен, както и съвестно изследван, може да бъде описан като популярен, тогава, да, аз съм популярен историк и съм горда и щастлива, че съм такава."
Отзивите за творбите на писателката са смесени. Британският вестник „Индипендънт“ пише за „Дамата в кулата“: „доказателство за изкусността и елегантността на Уиър като писателка е, че „Дамата в кулата“ остава свежа и напрегната, въпреки че читателят знае какво предстои“. От друга страна английският историк Дърмънд Маккълоу в рецензията си за „Хенри VIII: кралят и неговият двор“ я нарича „страхотен пудинг на книга, който няма да навреди на тези, които решат да я прочетат. Тук има много детайли, но Тюдорска Англия е нещо повече от списъци с кралски гардероби, дворци и сексуални интриги.“ Канадският вестник „Глоуб енд Мейл“, разглеждайки романа „Кралицата пленница“, казва, че Уиър „умело си представи кралски живот“ в предишните си произведения, „но стилът ѝ тук е помрачен от по-малко от едва доловимо характеризиране и известно сериозно долнопробно писане“,  докато американският вестник „Вашингтон Поуст“ казва за същата книга: „Франция от 12 век може да бъде тъмната страна на луната за всичко, което научаваме за нея до края на тази книга“.

## Произведения

### Художествена литература

#### Самостоятелни романи
- Innocent Traitor: A Novel of Lady Jane Grey (2006)[1][2]
- The Captive Queen (2010)
- Dangerous Inheritance: A Novel of Tudor Rivals and the Secret of the Tower (2012)
- The Marriage Game: A Novel of Elizabeth I (2014)
- The Cardinal: The Secret Life of Thomas Wolsey (2025)

#### Серия „Елизабет I“ (Elizabeth I)
1. The Lady Elizabeth (2008)[1]
2. The Marriage Game (2012)

#### Серия „Шестте кралици на Тюдорите“ (Six Tudor Queens)
1. Katherine of Aragon: The True Queen (2016)[1][2]
2. Anne Boleyn: A King's Obsession (2017)
3. Jane Seymour: The Haunted Queen (2018)
4. Anna of Kleve: Queen of Secrets (2019)
5. Katheryn Howard: The Tainted Queen (2020)
6. Katherine Parr: The Sixth Wife (2021)

##### допълнителни материали към серията
- 0.1 Six Tudor Queens: Writing a New Story (2016), въведение
- 0.5 Arthur: Prince of the Roses (2016) – кратка ел. предистория
- 1.5 The Blackened Heart (2017) – кратка ел. история, свърваща кн. 1 и кн. 2
- 2.5 The Tower is Full of Ghosts Today (2017) – кратка ел. история към кн. 2
- 2.6 The Chateau of Briis: a Lesson of Love (2018)
- 3.5 The Grandmother's Tale (2018) – кратка ел. история към кн. 2
- 3.6 The Unhappiest Lady in Christendom (2018)– кратка ел. история към кн. 3
- 4.5 The King's Painter (2019) – кратка ел. история към кн. 4
- 4.6 The Curse of the Hungerfords (2019) – кратка ел. история към кн. 4
- 5.5 The Princess of Scotland (2020) – кратка ел. история към кн. 5
- 5.6 The Wicked Wife (2021) – кратка ел. история към кн. 5
- 6.5 The Queen's Child (2021) – кратка ел. история към кн. 6
- 6.6 In This New Sepulchre (2021) – кратка ел. история към кн. 6
- In the Shadow of Queens: Tales from the Tudor Court (2021) – включва 0.5, 1.5, 2.5, 2.6, 3.5, 3.6 и 4.

#### Серия „Средновековните кралици на Англия“ (England's Medieval Queens)
1. Queens of the Conquest (2017)[1]
2. Queens of the Crusades (2021)
3. Queens of the Age of Chivalry (2022)
4. Queens at War (2025)

#### Серия „Розата на Тюдорите“ (Tudor's Rose)
1. Elizabeth of York: The Last White Rose (2022)[1]
2. Henry VIII: The Heart and the Crown (2023)
3. Mary I: Queen of Sorrows (2024)

#### Разкази
- Murder inthe Dark (2009)
- Leila (2009)
- The Anniversary (2011)

### Документалистика
- Britain's Royal Families (1989)[2]
- The Six Wives of Henry VIII (1991)
- The Princes in the Tower (1992)
- Lancaster and York – The Wars of the Roses (1995)
- Children of England: The Heirs of King Henry VIII (1996), издадена и като The Children of Henry VIII
- Elizabeth, The Queen (1998), издадена в САЩ и като The Life of Elizabeth I
Кралица Елизабет І: кралицата дева, ИК „Персей“, София (2011), прев. Стамен Стойчев
Кралица Елизабет І: триумфът, ИК „Персей“, София (2013), прев. Стамен Стойчев
- Christmas at the Court of Henry VIII (1998), есе
- Eleanor of Aquitaine: By the Wrath of God, Queen of England (1999)
- Henry VIII: The King and His Court (2001)
- Mary, Queen of Scots and the Murder of Lord Darnley (2003)
- Henry VIII (2003), есе
- Isabella: She-Wolf of France, Queen of England (2005), издадена и като Isabella
- Introduction to The Daughter of Time by Josephine Tey (2006)
- Katherine Swynford: The Story of John of Gaunt and his Scandalous Duchess (2007)
- Mistress of the Monarchy (2009)
- The Lady in the Tower: The Fall of Anne Boleyn (2009)
- Traitors of the Tower (2010)
- Elizabeth, The Queen and The Lady Elizabeth (2011)
- Icons and Imagery: The Painted Portrait (2011), есе
- The Ring and the Crown: A History of Royal Weddings (2011) – с Трейси Борман, Сара Гристуд и Кейт Уилямс
- Mary Boleyn: The Mistress of Kings (2011)
- Elizabeth of York – A Tudor Queen and Her World (2013)
- Introduction to The Witch and the Priest by Hilda Lewis (2013)
- Richard III and The Princes In The Tower (2014)
- Writing Historical Fiction (2014), кратко есе
- The Lost Tudor Princess: A Life of Margaret Douglas, Countess of Lennox (2015)
- Writing Historical Fiction (2015), есе
- Queens of the Conquest (2017)
- A Tudor Christmas (2018) – със Сиоба Кларк
- Introduction to The Daughter of Time by Josephine Tey (2018)